# Holozoik
Holozoik – organizm heterotroficzny, który pobiera pokarm w formie części, rzadziej w całości.
Holozoiki, do których należą drapieżcy i padlinożercy a także zwierzęta wszystkożerne i roślinożerne, posiadają dobrze rozwinięty układ pokarmowy, w którym zachodzi wstępna obróbka mechaniczna pokarmu, poprzedzająca etap trawienia chemicznego i wchłanianie.